# Wassu
Wassu – niewielka miejscowość w Gambii, w dywizji Central River na północnym brzegu rzeki Gambia. Mieszka tu około 1,4 tys. osób (stan z roku 2006). Przez Wassu przebiega ważna arteria komunikacyjna kraju – North Bank Road.
Miejscowość znana jest przede wszystkim z powodu położonych na jej terenie kamiennych kręgów Senegambii. Wassu pełni też rolę ważnego ośrodka handlowego – na odbywający się tu w każdy poniedziałek targ (tzw. lumo) przyjeżdżają kupcy nawet z odległych terenów Senegambii.